# Jan Olphert de Jong van Beek en Donk (1863-1935)
Jan Olphert de Jong van Beek en Donk (Alkmaar, 14 december 1863 – 's-Gravenhage, 28 maart 1935) was een Nederlandse politicus.

## Leven en werk

### Familie
De Jong was lid van de familie De Jong:
Hij was een zoon van jhr. mr. Johan Jan François de Jong van Beek en Donk (1834-1890), procureur-generaal gerechtshof te 's-Hertogenbosch, en  Anna Cecile W.J.J. Nahuijs (1826-1905); hij was de kleinzoon van zijn gelijknamige grootvader Jan Olphert de Jong van Beek en Donk (1806-1886), Tweede Kamerlid. Hij was de broer van feministe Cécile de Jong van Beek en Donk (1866-1944) en een zwager van de componist Alphons Diepenbrock (1862-1921). 
De Jong trouwde in 1896 met jkvr. Elisabeth Maria Stern uit welk huwelijk vier kinderen werden geboren. Na het huwelijk ging het echtpaar wonen op huis Eijckenlust dat na het huwelijk heringericht werd.

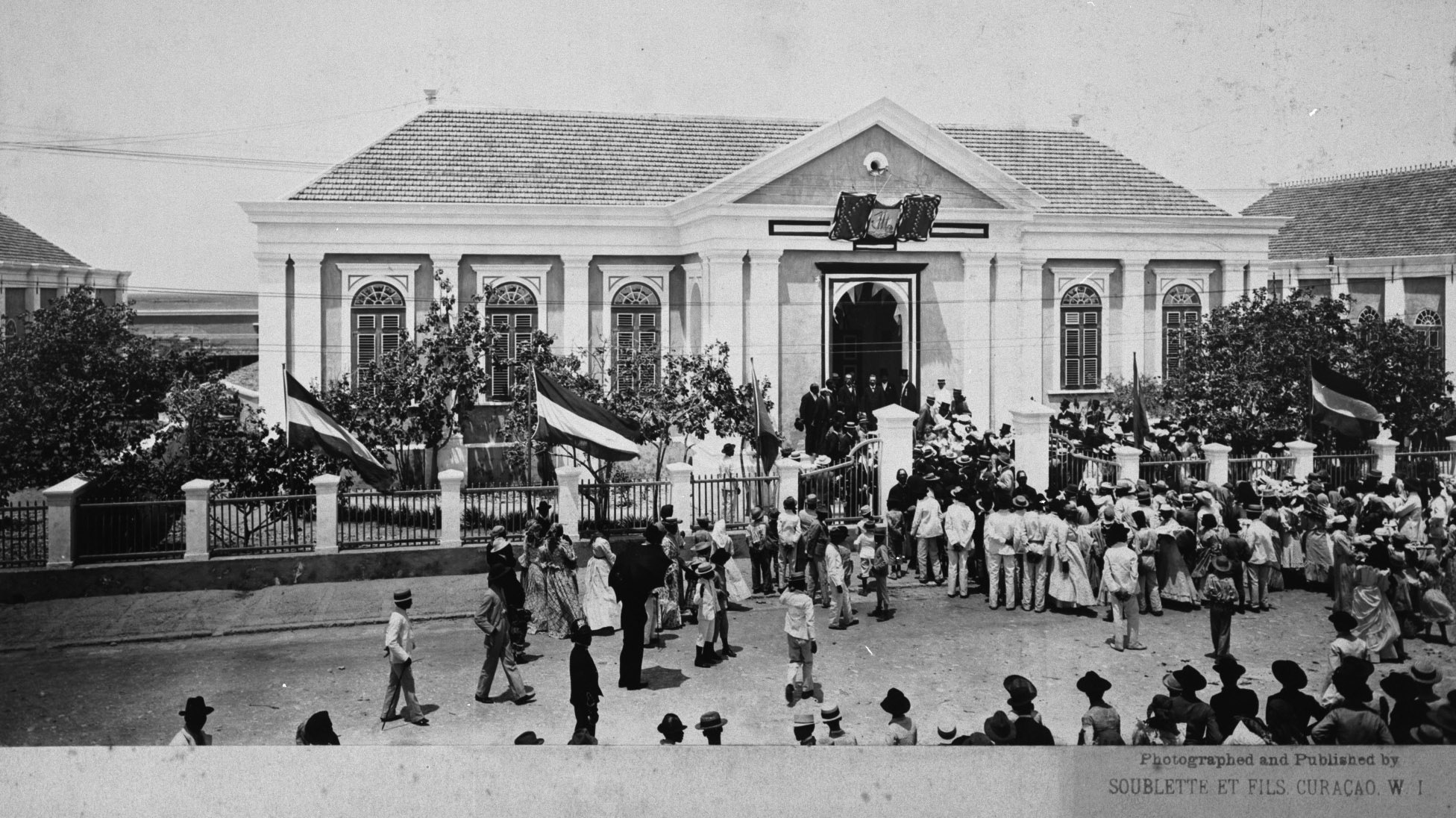
Officiële opening van de Koloniale Tentoonstelling in de Hendrik School Curacao (Soublette et Fils)

### Carrière
De Jong was van 1885 tot 1892 luitenant-ter-zee 2e klasse. 
In 1893 werd hij benoemd tot burgemeester van Beek en Donk.
In 1901 werd De Jong benoemd tot gouverneur van de kolonie Curaçao, een functie die hij tot 1909 bekleedde. Als zodanig opende hij op 23 mei 1904 een Koloniale Tentoonstelling in de Hendrik School te Willemstad. Dat hij niet speciaal geliefd was onder de zwarte bevolking blijkt uit een tambú-lied waarin hem verweten wordt een katholiek kerkgebouw in Pietermaai te hebben afgebroken ten faveure van een protestantse kerk.
Na zijn gouverneurschap bekleedde De Jong geen politieke functies meer. In nevenfuncties was hij meer dan twintig jaar voorzitter van het College van Regenten gevangenissen te 's-Gravenhage (1922-1943) en lid van de Raad van Toezicht Centraal Beheer (1923-1943). Hij was ook voorzitter van de Nederlandsche Vereeniging tot Bevordering van den Bijenteelt.
Jan Olphert de Jong werd benoemd tot Ridder in de Orde van de Nederlandse Leeuw en Grootofficier in de Orde van Oranje-Nassau.
- Biografisch Portaal: 57948015
- Parlement.com: vhjfbm3fs1xb